# Sariac-Magnoac
Sariac-Magnoac é uma comuna francesa na região administrativa de Occitânia, no departamento dos Altos Pirenéus. Estende-se por uma área de 10,93 km². Em 2010 a comuna tinha 156 habitantes (densidade: 14,3 hab./km²).